# Bộ Tổng tham mưu Lực lượng vũ trang Liên bang Nga
Bộ Tổng tham mưu các lực lượng vũ trang Liên bang Nga (tiếng Nga: Генеральный штаб Вооружённых сил Российской Федерации, đã Latinh hoá: General'nyy shtab Vooruzhonnykh sil Rossiyskoy Federatsii), viết tắt Genshtab (Генштаб), GSh VS RF (ГШ ВС РФ), là cơ quan Tổng tham mưu của Lực lượng Vũ trang Liên bang Nga. Đây là cơ quan chỉ huy trung ương và giám sát hoạt động của các lực lượng vũ trang thuộc Bộ Quốc phòng Nga.
Tổng Tham mưu trưởng đương nhiệm là Đại tướng Valery Gerasimov (từ 2012) và Phó Tổng Tham mưu trưởng thứ nhất là Thượng tướng Nikolay Bogdanovsky (từ 2014).
Tòa nhà Bộ Tổng tham mưu nằm tại Phố Znamenka, Quận Arbat, Moskva. Cùng với Trụ sở chính của Bộ Quốc phòng và một số tòa nhà văn phòng của cơ quan tham mưu gần đó, nó tạo thành cái gọi là "Quân khu Arbat", như các quân nhân Nga thường gọi, để chỉ đến cơ quan chỉ huy cao nhất của Lực lượng Vũ trang Nga.

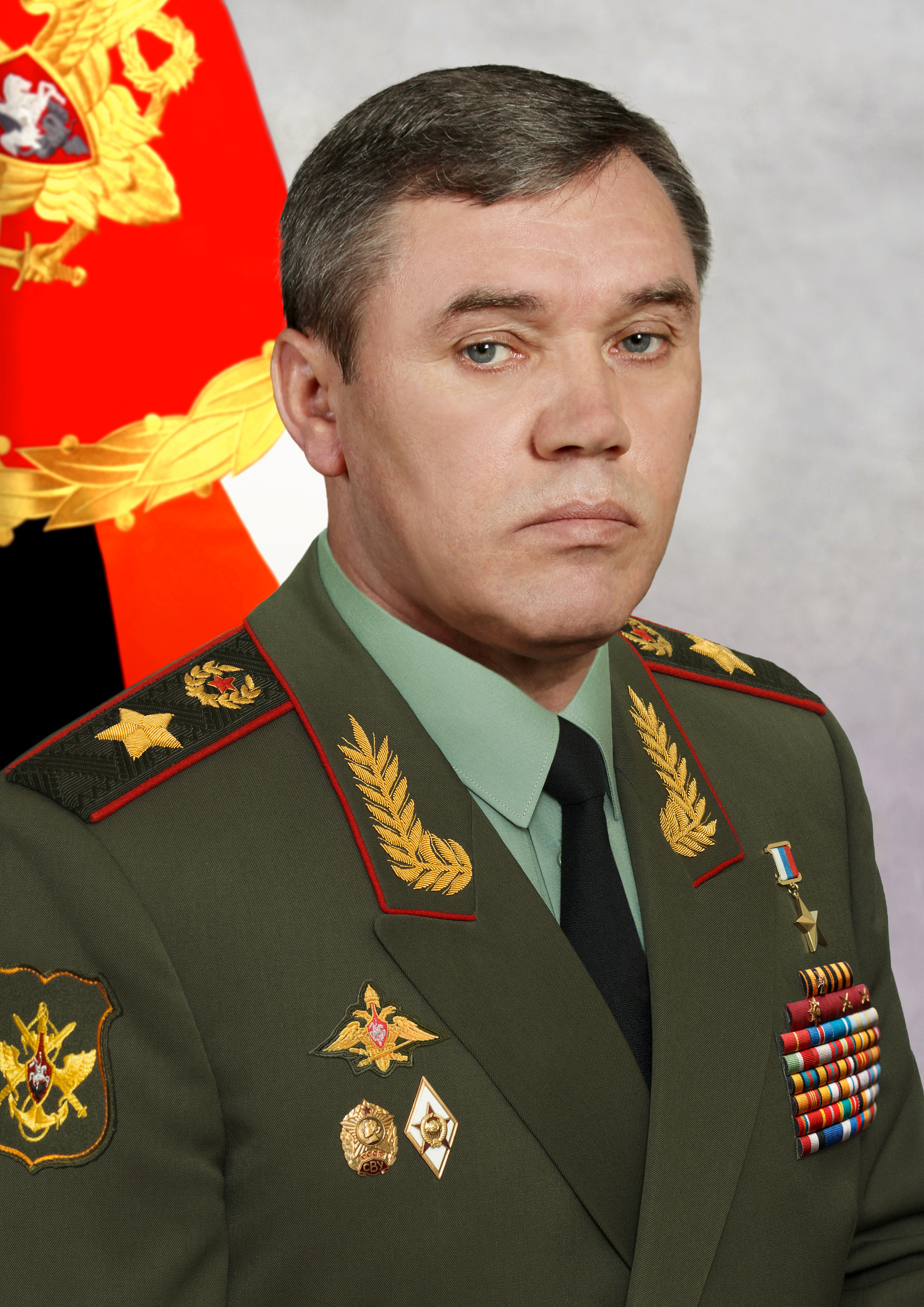
Tổng Tham mưu trưởng, Đại tướng Valery Gerasimov.

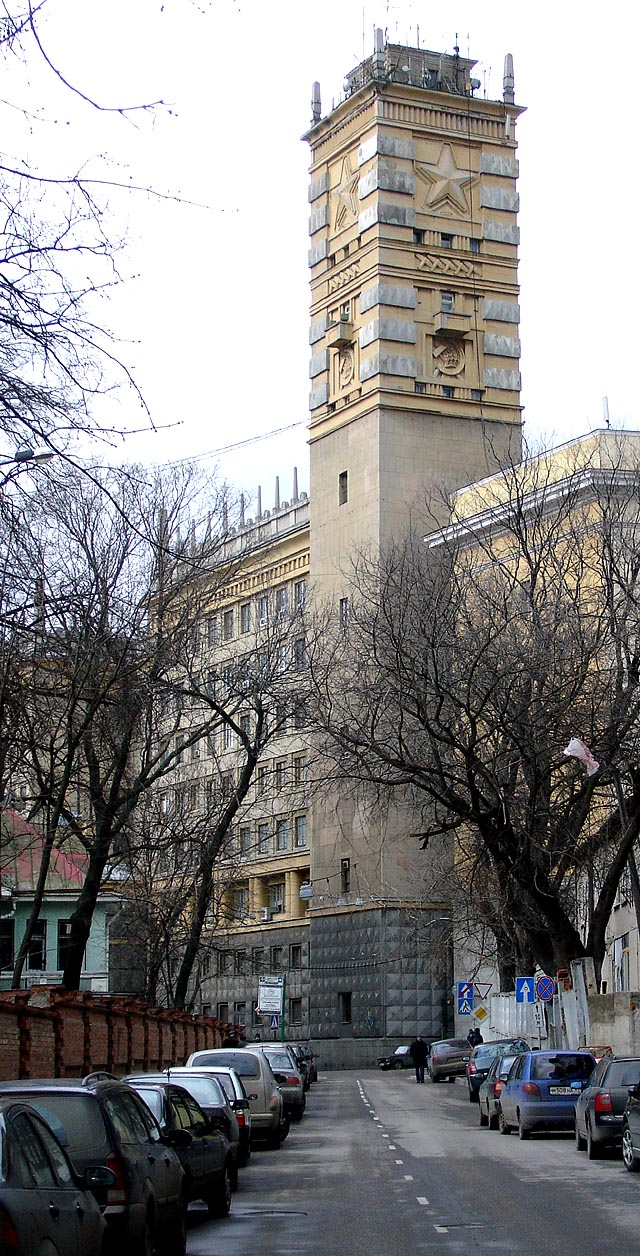
Tòa nhà Bộ Tổng tham mưu trước đây ở Moskva.

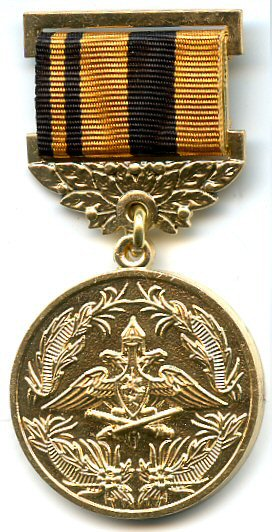
Kỷ niệm chương "250 năm Bộ Tổng tham mưu" (1763-2013)

## Lược sử

### Thời kỳ Đế quốc Nga
Trước thời Yekaterina II, cụm từ Genshtab (Генштаб) có ý nghĩa tổng quát, dùng để chỉ các sĩ quan làm công tác tham mưu tổng hợp. Vai trò quan trọng của các sĩ quan tham mưu được hiện thực qua các cấp bậc quân sư, lần đầu tiên được đề cập trong các quy định quân sự của Pyotr Đại đế vào năm 1698, do Adam Weide biên soạn. Bốn năm sau, ngày 9 tháng 2 năm 1702, Pyotr I đã bổ nhiệm Vương công Andrey Shakhovskoy vào chức vụ Tổng chỉ huy hành dinh (Генерал-квартирмейстер), tiền thân của chức vụ Tổng tham mưu trưởng sau này.
Vào tháng 2 năm 1711, Pyotr I đã thông qua "Quy định về nhân sự của cơ quan Tổng tham mưu (Генштаб)" đầu tiên, trong đó thiết lập chức vụ Tổng chỉ huy hành dinh với tư cách là người đứng đầu một đơn vị quân sự đặc biệt. Ban đầu, cơ quan Tổng tham mưu không đại diện cho một tổ chức riêng biệt và chỉ được thành lập bởi các chỉ huy quân sự cấp cao trên chiến trường trong thời chiến. Cơ quan này chỉ mang tính chất tạm thời, và rất ít được chú ý trong thời bình. Bản thân nó cũng được hiểu không phải là cơ quan chỉ huy, kiểm soát quân sự mà là tập hợp các sĩ quan cao cấp. Tình trạng này đã tác động tiêu cực đến khả năng kiểm soát của quân đội Nga trong Chiến tranh Bảy năm (1756-1763), dù Nga đã giành được một số chiến thắng.
Lịch sử của Bộ Tổng tham mưu Nga được xem như bắt đầu từ ngày ngày 25 (14 theo lịch Julius) tháng 1 năm 1763 dưới thời Đế quốc Nga, theo sắc lệnh thành lập Bộ Tổng tham mưu (Генеральный штаб) của Nữ hoàng Yekaterina II. Lần đầu tiên, Bộ Tổng tham mưu được thành lập như một cơ quan độc lập, chịu trách nhiệm chỉ huy quân sự thường trực trong thời chiến và giải quyết các vấn đề chuẩn bị cho các cuộc chiến trong tương lai trong thời bình. Đứng đầu Bộ Tổng tham mưu vẫn là một Tổng chỉ huy hành dinh, nhưng cơ quan Bộ Tổng tham mưu lại đặt dưới quyền Giám đốc Trường Cao đẳng Quân sự.
Hoàng đế Pavel I sau khi lên ngôi, đã bãi bỏ cơ quan Bộ Tổng tham mưu. Tuy nhiên, không lâu sau đó, nó đã được hồi sinh dưới danh nghĩa Đoàn tùy tùng quân sự của Hoàng đế Bệ hạ (Свита Его Императорского Величества по квартирмейстерской части). Đoàn tùy tùng này trên thực tế thực hiện một số chức năng chính của Bộ Tổng tham mưu trước đây. Người đứng đầu Đoàn tùy tùng ban đầu là một tướng lĩnh gốc Đức Johann Hermann von Fersen (tên Nga hóa là Ivan Ivanovich German). Tình trạng của Đoàn tùy tùng dưới thời quyền Ivan German rất tồi tệ, như lời ông ta đã than phiền trong một bức thư gửi cho Pavel I, rằng các sĩ quan "không có chức vụ thực sự, thậm chí ở đây không nhận được lương, bởi vì Ủy ban Tiếp vận không biết chính xác nên cấp họ những gì trong thời bình".
Cuộc Chiến tranh Vệ quốc năm 1812 cho thấy cả vai trò và tầm quan trọng ngày càng tăng của cơ quan tham mưu cũng như những khuyết điểm của nó cần phải sửa chữa. Do đó, vào năm 1815, theo sắc lệnh của Aleksandr I, cơ quan Tổng bộ tham mưu của Hoàng đế Bệ hạ (Главный штаб Его Императорского Величества) được thành lập và được trao quyền kiểm soát toàn bộ quân đội. Một cơ quan tham mưu đặc biệt của Tổng tư lệnh quân đội cũng bắt đầu hoạt động, song song với Đoàn tùy tùng. Hầu hết các sĩ quan của Đoàn tùy tùng đã được chuyển đến Tổng bộ tham mưu.
Sự kiện Khởi nghĩa tháng Chạp năm 1825 có sự tham gia của một số sĩ quan thuộc Đoàn tùy tùng đã dẫn đến việc nó bị thất sủng. Ngày 27 tháng 6 năm 1827, Đoàn tùy tùng được đổi tên thành Bộ Tổng tham mưu (Генеральный штаб). Năm 1832, cơ quan Bộ Tổng tham mưu bị bãi bỏ tư cách là một cơ quan quản lý độc lập và quyền kiểm soát trung ương được chuyển giao cho Bộ trưởng Chiến tranh. Bộ Tổng tham mưu bị hạ xuống thành Ban Tổng tham mưu (Департамент Генерального штаба), trở thành một phần của Bộ Chiến tranh. Năm 1863, nó được chuyển thành Tổng cục Tổng tham mưu (Главное управление Генерального штаба - ГУГШ), thường được gọi tắt là GUGSh.
Ngày 12 tháng 1 năm 1866 (lịch cũ: 31 tháng 12 năm 1865), Tổng bộ Tham mưu Quân đội Đế quốc Nga (Главный штаб Русской императорской армии) được thành lập, trên cơ sở sáp nhập Cục Thanh tra với Tổng cục Tổng tham mưu (Bộ Tổng tham mưu Cận vệ đã được sát nhập vào Tổng cục Tổng tham mưu một năm trước đó), có nhiệm vụ quản lý lực lượng vũ trang, điều động, công tác nhân sự và tuyển dụng quân đội và các tổ chức quân sự, sự sắp xếp, phục vụ, triển khai, huấn luyện chiến đấu và làm kinh tế.
Ngày 20 tháng 6 năm 1905, trong một động thái cải tổ Bộ Chiến tranh, một số bộ phận của Tổng bộ Tham mưu được tách ra để tái tập Tổng cục Tổng tham mưu (Главное управление Генерального штаба), tồn tại như một cơ quan tham mưu độc lập với Bộ Chiến tranh, chịu trách nhiệm quản lý hoạt động và chiến lược của Lực lượng Vệ binh và Quân đội Nga. Tuy nhiên, đến năm 1908, nó là chuyển trực thuộc Bộ Chiến tranh, song song hoạt động với Tổng bộ Tham mưu.
Khi Thế chiến thứ nhất nổ ra, Nga thành lập Đại bản doanh Tổng tư lệnh tối cao (Ставка Верховного главнокомандующего) hay Stavka, với thành phần nòng cốt là các sĩ quan của Tổng cục Tổng tham mưu. Đây cơ quan chỉ đạo trực tiếp dưới quyền Tổng tư lệnh tối cao, giữ vai trò tham mưu tác chiến của Đế quốc Nga trên chiến trường Mặt trận phía Đông trong Thế chiến thứ nhất.

### Thời kỳ Nga Xô viết
Hình thái 3 cơ quan tham mưu trung ương gồm Tổng bộ Tham mưu phụ trách hoạch định chiến lược, Tổng cục Tổng tham mưu phụ trách xây dựng phương án tác chiến và Đại bản doanh Tổng tư lệnh tối cao phụ trách tác chiến chiến trường cùng tồn tại cho đến tận năm 1918. Tuy nhiên, kể từ sau Cách mạng tháng Hai, quân đội Đế quốc Nga gần như tan rã, và các cơ quan này trên thực tế không thể hoạt động do sự chia rẽ giữa các phe phái. Sau Cách mạng tháng Mười, những người Bolshevik dần nắm được quyền lực và bắt đầu kiểm soát chính quyền. Tuy vậy, nguy cơ cuộc Nội chiến Nga đã chia rẽ đội ngũ sĩ quan Tổng tham mưu, những người về sau hoạt động tích cực trong nhiều quân đội đối lập (không chỉ trong các lực lượng Hồng quân và Bạch vệ, mà còn trong quân đội của các quốc gia biên giới mới thành lập và trong các đơn vị quân đội nước ngoài). Điều này đã làm giảm khả năng tự vệ của nước Nga trước nguy cơ ly khai và sự xâm lược từ các đạo quân nước ngoài.
Trước tình hình đó, chính quyền Xô viết đã quyết định thành lập lực lượng quân đội chuyên nghiệp thay cho lực lượng tình nguyện Cận vệ Đỏ. Ngày 28 tháng 1 năm 1918, Hội đồng Dân ủy đã ra sắc lệnh thành lập lực lượng Hồng quân, với nòng cốt là lực lượng Cận vệ Đỏ. Cơ quan hành chính cao nhất quản lý quân đội là Dân ủy Quân sự và Hải quân (Наркомат по военным и морским делам), ban đầu do một ủy ban đứng đầu, gồm V.A. Antonov-Ovseenko, N.V. Krylenko và P.Ye. Dybenko. Tháng 3 năm 1918, Leon Trotsky trở thành Ủy viên nhân dân Quân sự và Hải quân, kiêm Chủ tịch Hội đồng quân sự tối cao (Высший военный совет), một sơ quan được thành lập để thay thế chức năng của Đại bản doanh Tổng tư lệnh tối cao. Ngày 8 tháng 5 năm 1918, Bộ Tổng tham mưu Toàn Nga (Всероссийский главный штаб), gọi tắt là Vseroglavshtab (Всероглавштаб), được thành lập, trên cơ sở sát nhập 2 cơ quan Tổng bộ Tham mưu và Tổng cục Tổng tham mưu của Bộ Chiến tranh Đế quốc Nga trước đây. Ngày 6 tháng 9 năm 1918, Hội đồng quân sự tối cao được cải tổ thành Hội đồng quân sự cách mạng (Революцио́нный Вое́нный Сове́т - РВС). Cơ quan tham mưu của Hội đồng quân sự cách mạng được chính thức thành lập, với tên gọi Bộ tham mưu (Штаб), trên cơ sở bộ phận tham mưu của Hội đồng quân sự tối cao trước đó. Ngày 8 tháng 11 năm 1918, Bộ Tham mưu của Hội đồng quân sự cách mạng được đổi tên thành Bộ Tham mưu chiến trường (Полевой штаб).
Cuối năm 1920, Nội chiến về cơ bản đã kết thúc. Ngày 10 tháng 2 năm 1921, Bộ Tổng tham mưu Toàn Nga và Bộ Tham mưu chiến trường được sát nhập với nhau để thành lập một cơ quan tham mưu thống nhất cho Hồng quân, lấy tên gọi là Bộ Tham mưu Hồng quân ( Штаб РККА). Riêng lực lượng Hải quân, thành lập một cơ quan tham mưu riêng, lấy tên gọi là Bộ Tham mưu Hải quân Hồng quân (Морской штаб РККА).

### Thời kỳ Liên Xô
Trong Lực lượng Vũ trang Liên Xô, Bộ Tổng tham mưu các lực lượng vũ trang Liên Xô (Генеральный штаб Вооружённых сил СССР) đóng vai trò là cơ quan chỉ huy và giám sát chính của quân đội. Bộ Tham mưu Hồng quân được thành lập đầu tiên vào năm 1921 nhưng, nhà sử học John Erickson cho biết, cho đến năm 1924 đã phát triển thành một nhóm cơ quan phức tạp và chồng chéo liên quan đến huấn luyện chiến đấu, các công việc thường ngày của Hồng quân và chính sách quốc phòng, tất cả đều không có định nghĩa thực sự. Erickson xác định thời điểm phát triển Bộ Tham mưu với tư cách là "bộ não quân sự" của Liên Xô kể từ khi Mikhail Frunze được bổ nhiệm làm Tham mưu trưởng theo Lệnh số 78 ngày 1 tháng 4 năm 1924. 'Kể từ ngày này... lịch sử của Bộ Tổng tham mưu Liên Xô - như vốn có - đã bắt đầu'.
Ngày 22 tháng 9 năm 1935, Hội đồng Dân ủy Liên Xô đã đổi tên Bộ Tham mưu Hồng quân thành Bộ Tổng tham mưu Hồng quân, về cơ bản là tái sinh cơ cấu Bộ Tổng tham mưu của Đế quốc Nga. Nhiều cán bộ thời kỳ đầu của Bộ Tổng tham mưu Hồng quân từng là sĩ quan Bộ Tổng tham mưu Đế quốc Nga. Các sĩ quan Bộ Tổng tham mưu thường có kinh nghiệm chiến đấu sâu rộng và được đào tạo học thuật vững chắc.
William Odom viết:
Trong Thế chiến thứ hai [Bộ Tổng tham mưu] trở thành cơ quan chính của Stalin chỉ đạo hoạt động của tất cả lực lượng vũ trang. Sau chiến tranh, nó trở thành trung tâm quyền lực nhất về hầu hết mọi khía cạnh của việc lập kế hoạch, hoạt động quân sự và xác định các yêu cầu về nguồn lực. Bộ trưởng Quốc phòng chỉ có một đội ngũ nhân viên hạn chế để hỗ trợ riêng cho mình, khiến ông phải phụ thuộc rất nhiều vào Bộ Tổng tham mưu.... Trong Bộ Quốc phòng, tất cả các vấn đề phân bổ nguồn lực thường được giải quyết bởi Tổng Tham mưu trưởng trước khi đến Bộ trưởng, và cuối cùng, sau khi tham khảo ý kiến với GOSPLAN, lên Bộ Chính trị.

Trong thời kỳ Chiến tranh Lạnh, Bộ Tổng tham mưu duy trì các kế hoạch của Liên Xô nhằm xâm chiếm Tây Âu, kế hoạch có quy mô lớn đã được các điệp viên như Ryszard Kukliński bí mật tiết lộ cho phương Tây và sau đó được các nhà nghiên cứu Đức làm việc với các hồ sơ của Quân đội Cộng hòa Dân chủ Đức công bố, và Dự án Lịch sử Song song  và các tài liệu diễn tập liên quan của Ba Lan, Bảy ngày tới sông Rhine (1979).

### Thời kỳ Liên bang Nga
Bộ Tổng tham mưu hiện tại của Nga được thành lập vào ngày 10 tháng 6 năm 1992, trên cơ sở chuyển đổi từ Bộ Tổng tham mưu các lực lượng vũ trang Liên Xô.
Kể từ khi Liên Xô tan rã, và đặc biệt là từ năm 2004, Bộ Tổng tham mưu và Bộ Quốc phòng Nga đã cố gắng phân chia quyền chỉ đạo các lực lượng vũ trang giữa họ, thường xảy ra những bất đồng quan liêu căng thẳng. Có nguồn tin cho rằng vai trò chính của Bộ Tổng tham mưu hiện nay như là một cơ quan hoạch định chiến lược của Bộ Quốc phòng, và bản thân Bộ trưởng Bộ Quốc phòng là lãnh đạo nắm quyền điều hành quân đội. Tuy nhiên, điều này khá mâu thuẫn với một số nhà bình luận và phân tích quốc phòng Nga.
Bộ trưởng Quốc phòng Anatoliy Serdyukov, người khởi xướng cuộc cải cách quân sự năm 2008, nhằm tách biệt chức năng tác chiến và hành chính. Quá trình chuyển đổi sang nguyên tắc trách nhiệm ba cấp đã được tiến hành: Chỉ huy các quân binh chủng chịu trách nhiệm huấn luyện chiến đấu, Bộ Tổng tham mưu chỉ đạo chiến lược liên hợp, và các đơn vị chịu trách nhiệm huấn luyện tác chiến. Nhờ đó, Bộ Tổng tham mưu đã được giải phóng khỏi các chức năng chồng chéo và trở thành cơ quan hoạch định chiến lược chính thức, tổ chức và thực hiện kiểm soát các lực lượng vũ trang trong việc hoàn thành các nhiệm vụ được giao.

## Tổ chức Bộ Tổng tham mưu
Tính đến tháng 9 năm 2015:
- Tổng cục Truyền thông [19]
- Tổng cục Tác chiến [19]
- Tổng cục Tình báo (GRU) [19]
- Tổng cục Tổ chức và Động viên [19]
- Cục Tác chiến điện tử [19]
- Cục Địa hình Quân sự [19]
- Bộ Tư lệnh Lực lượng mặt đất [19]
- Bộ Tư lệnh Hải quân [19]
- Bộ Tư lệnh Không quân [19]
- Bộ Chỉ huy Phòng thủ Hàng không Vũ trụ - Lực lượng Không gian và Lực lượng phòng không và tên lửa [19]
- Bộ Chỉ huy Lực lượng Tên lửa Chiến lược [19]
- Bộ Chỉ huy Lực lượng Nhảy dù [19]
- Bộ Chỉ huy Lực lượng Tác chiến Đặc biệt[20]
- Trung tâm Quản lý Quốc phòng [19]
- Cục Quân huấn [19]
- Cục 8 [19]
- Cục Nghĩa vụ quân sự và an toàn nghĩa vụ quân sự [19]
- Cục Xây dựng và phát triển hệ thống máy bay không người lái [19]
- Cục trưởng Phòng vệ Bức xạ, Hóa học và Sinh học [19]
- Cục Công binh [19]
- Cục Nghiên cứu biển sâu [19]
- Bộ chỉ huy trung ương [19]
- Cơ quan Khí tượng Thủy văn [19]